# Florence Tremblay
Florence Tremblay, född 13 juli 2004 i Rimouski, är en kanadensisk konstsimmare. 

## Karriär
Tremblay började med konstsim som sexåring. Vid panamerikanska spelen 2023 i Santiago var hon en del av Kanadas lag som tog brons i lagtävlingen. Vid VM 2023 i Fukuoka var Tremblay en del av Kanadas lag som slutade på sjätte plats i det akrobatiska lagprogrammet och på 14:e plats i det tekniska lagprogrammet.
Vid VM 2024 i Doha var Tremblay en del av Kanadas lag som slutade på sjätte plats i det tekniska lagprogrammet och på sjunde plats i det fria lagprogrammet. Vid olympiska sommarspelen 2024 i Paris var hon en del av Kanadas lag som slutade på sjätte plats i lagtävlingen.